# Mar Menor

Localização da lagoa interior chamada Mar Menor.

O Mar Menor é uma lagoa de água salgada, situada junto ao Mar Mediterrâneo, na Região de Múrcia (Espanha), que é o maior lago de água salgada da Europa.
As suas características ecológicas e naturais fazem do Mar Menor um local natural de valor único. De forma semicircular, está separado do Mar Mediterrâneo por uma franja de areia de 22 km de comprimento e entre 100 e 1200 m de largura, denominada La Manga del Mar Menor. A lagoa foi sido designada pelas Nações Unidas como Zona Especialmente Protegida de Importância para o Mediterrâneo. Trata-se do local RAMSAR número 706.
No seu perímetro litoral conta com 73 km de costa na qual se sucedem praias de águas transparentes e pouco profundas (a profundidade máxima não supera 7 m, e com 170 km² de superfície. Na parte norte encontra-se o parque natural das Salinas e Areais de São Pedro del Pinatar.
Na zona sul encontram-se cinco ilhas ou ilhéus de origem vulcânica: as três maiores (Perdiguera, Mayor ou Barón e Ciervo) e as menores (Redonda e Sujeto). 
No seu limite inferior situa-se o Cabo de Palos com um característico farol.

## Galeria

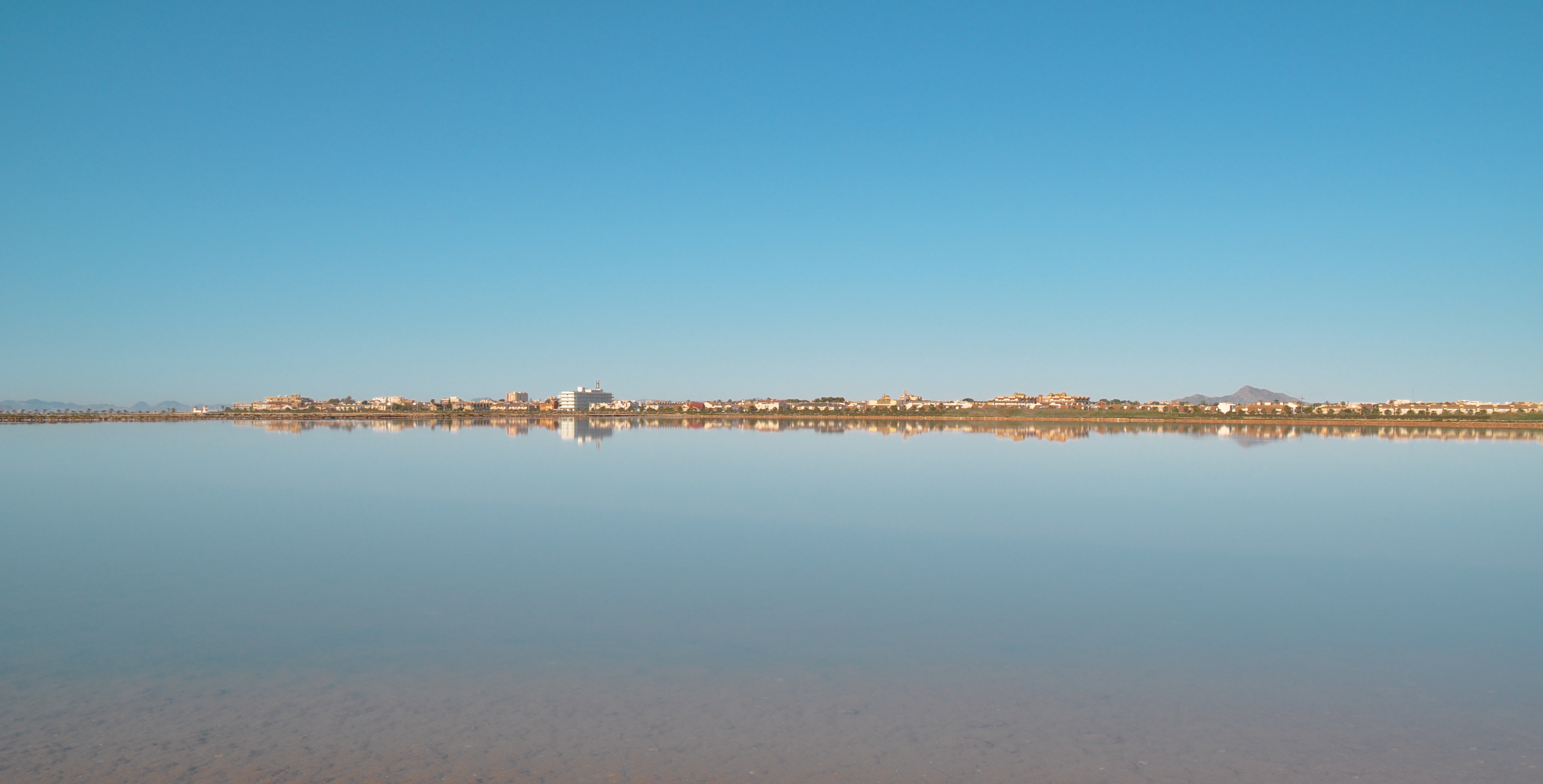
Mar Menor
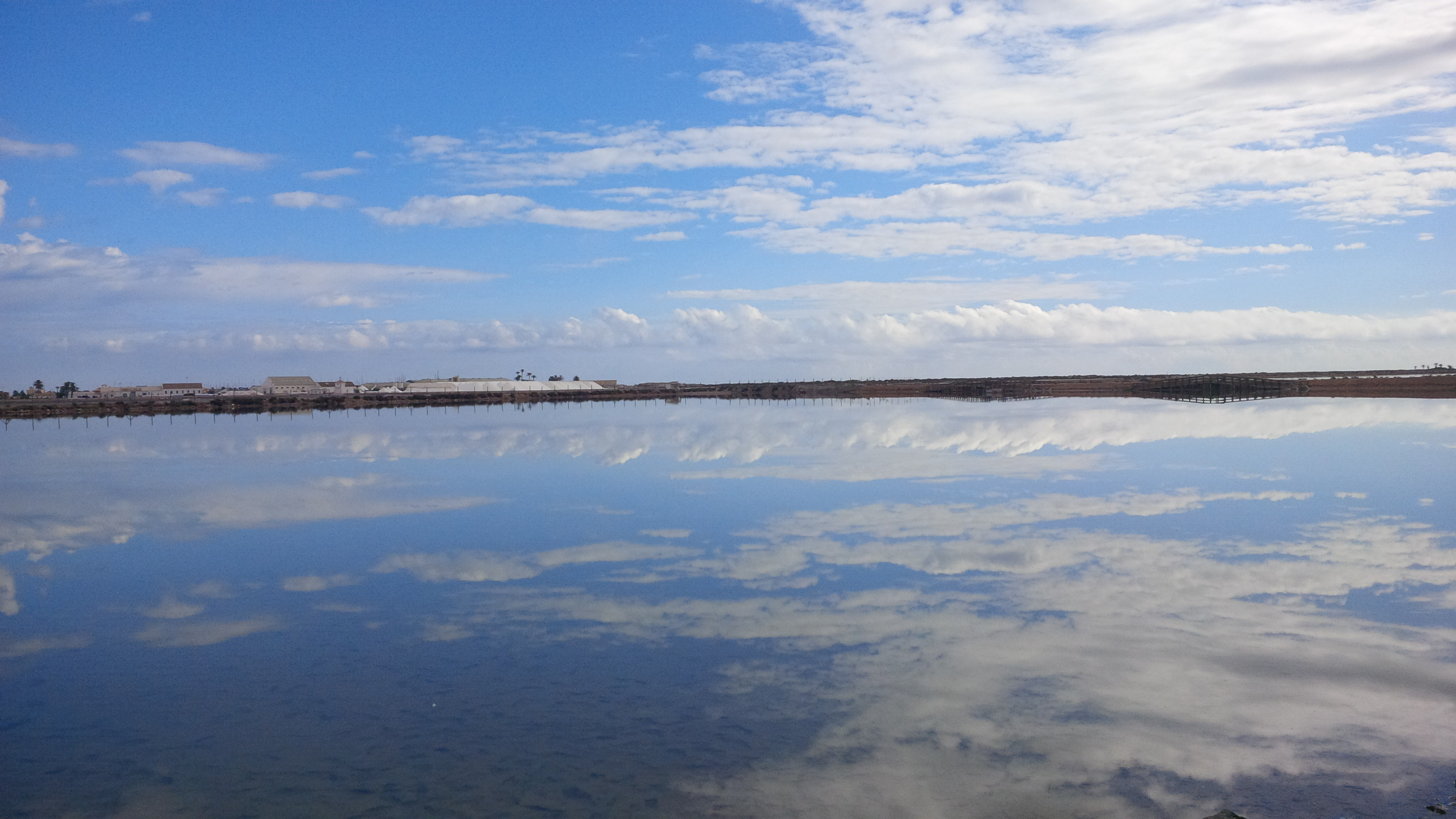
Mar Menor
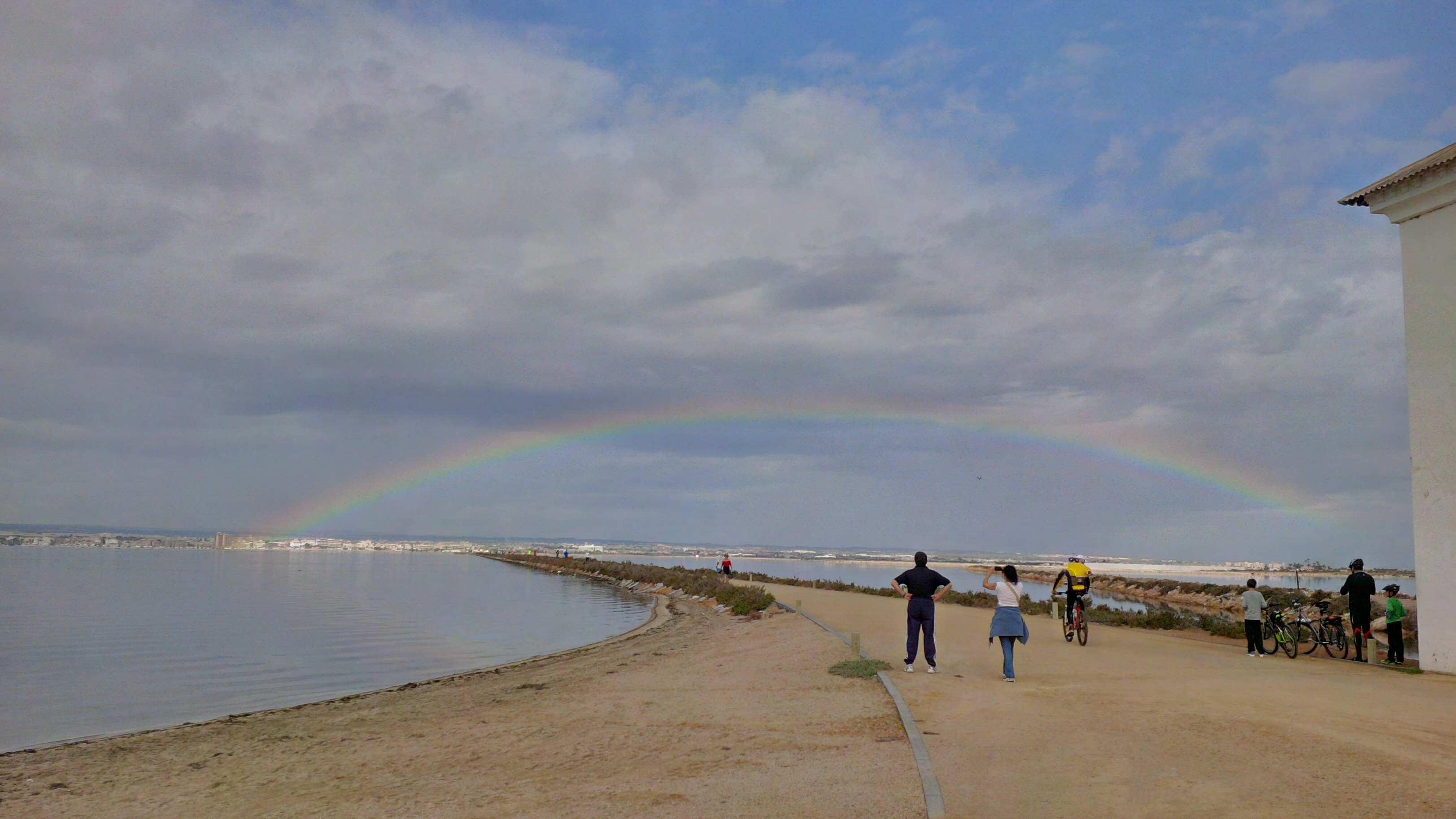
Mar Menor
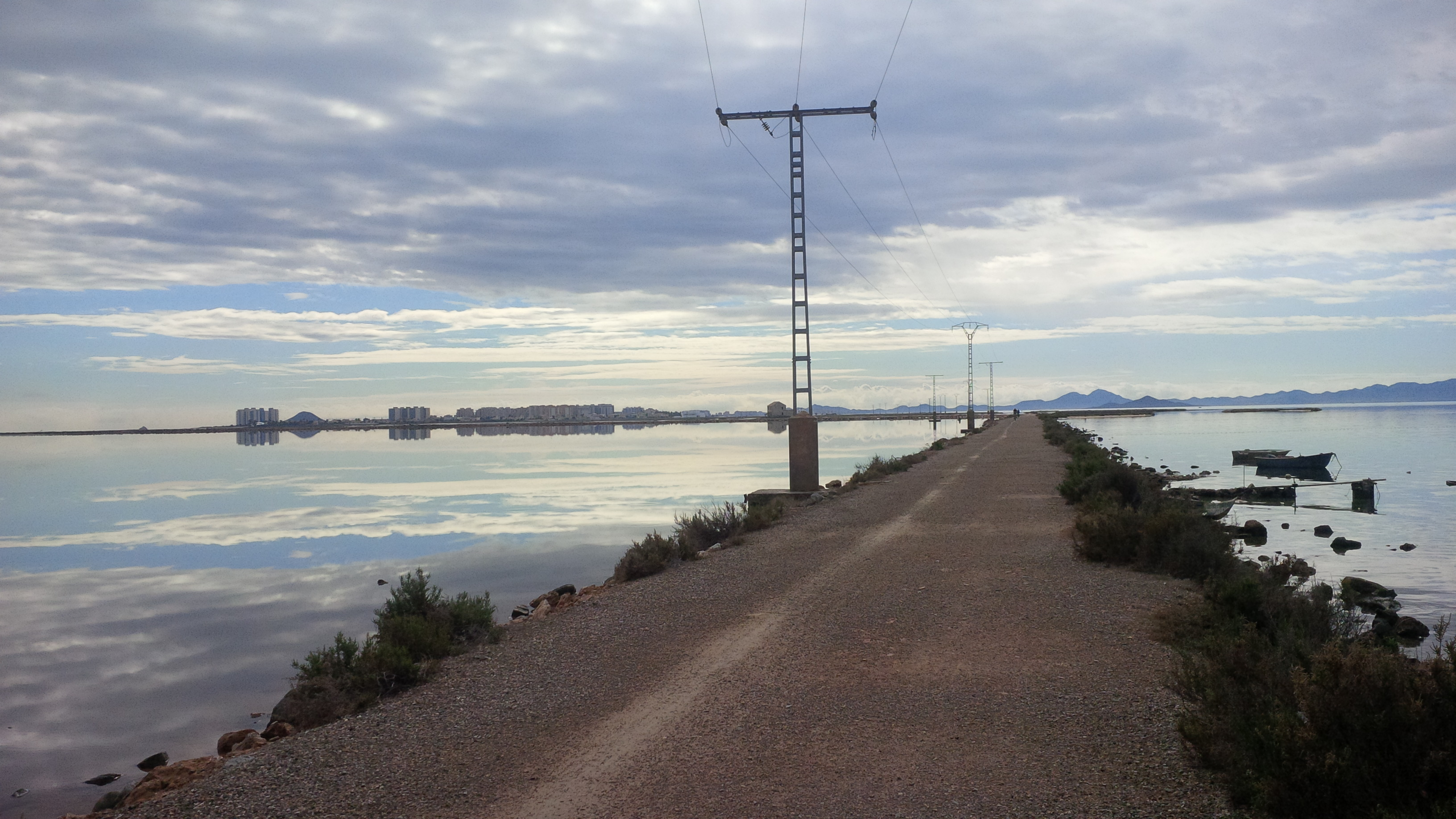
Mar Menor